# Гроувтаун (Джорджія)
Гроувтаун (англ. Grovetown) — місто (англ. city) в США, в окрузі Колумбія штату Джорджія. Населення — 15 577 осіб (2020).

## Географія
Гроувтаун розташований за координатами 33°26′58″ пн. ш. 82°12′24″ зх. д. / 33.44944° пн. ш. 82.20667° зх. д. (33.449451, -82.206722).  За даними Бюро перепису населення США в 2010 році місто мало площу 12,52 км², з яких 12,49 км² — суходіл та 0,03 км² — водойми. В 2017 році площа становила 13,75 км², з яких 13,72 км² — суходіл та 0,03 км² — водойми.

## Демографія
Згідно з переписом 2010 року, у місті мешкало 11 216 осіб у 3896 домогосподарствах у складі 2901 родини. Густота населення становила 896 осіб/км².  Було 4298 помешкань (343/км²).
Расовий склад населення:
| - 57,6 % — білих - 30,0 % — чорних або афроамериканців - 1,4 % — азіатів - 0,6 % — корінних американців - 0,3 % — вихідців з тихоокеанських островів - 5,3 % — осіб інших рас |

До двох чи більше рас належало 4,9 %. Частка іспаномовних становила 13,8 % від усіх жителів.
За віковим діапазоном населення розподілялося таким чином: 32,6 % — особи молодші 18 років, 62,3 % — особи у віці 18—64 років, 5,1 % — особи у віці 65 років та старші. Медіана віку мешканця становила 28,7 року. На 100 осіб жіночої статі у місті припадало 98,4 чоловіків;  на 100 жінок у віці від 18 років та старших — 93,4 чоловіків також старших 18 років.
Середній дохід на одне домашнє господарство  становив 60 046 доларів США (медіана — 55 060), а середній дохід на одну сім'ю — 61 810 доларів (медіана — 55 756). Медіана доходів становила 43 908 доларів для чоловіків та 46 839 доларів для жінок. За межею бідності перебувало 15,8 % осіб, у тому числі 20,3 % дітей у віці до 18 років та 13,2 % осіб у віці 65 років та старших.
Цивільне працевлаштоване населення становило 4841 осіб. Основні галузі зайнятості: освіта, охорона здоров'я та соціальна допомога — 26,0 %, науковці, спеціалісти, менеджери — 17,5 %, публічна адміністрація — 9,0 %, виробництво — 9,0 %.